# Synagoge (Rymanów)

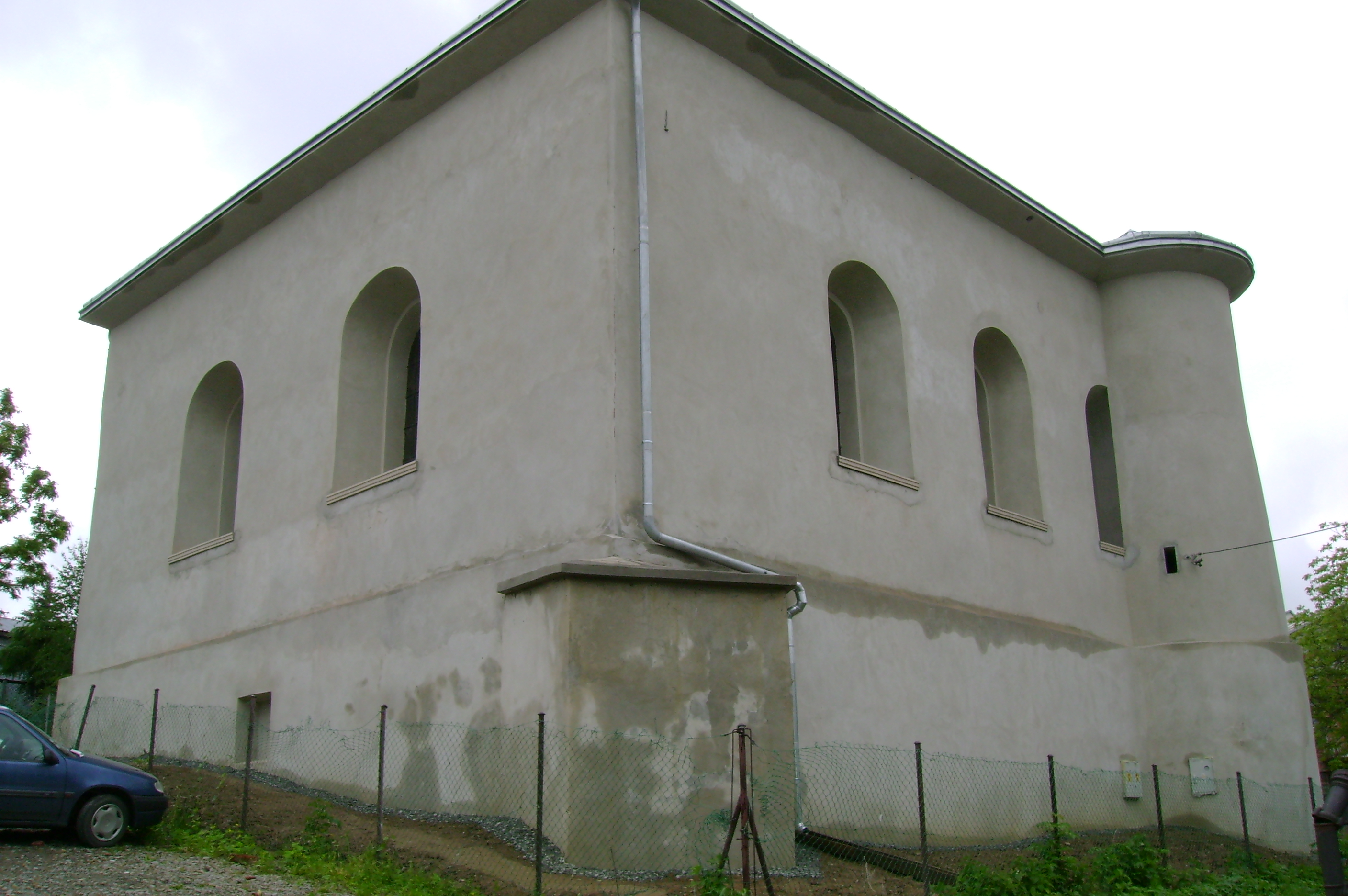
Synagoge in Rymanów (2008)

Die Synagoge in Rymanów, einer polnischen Stadt in der Woiwodschaft Karpatenvorland im Südosten Polens, wurde gegen Ende des 17. Jahrhunderts gebaut. Sie wurde nach Jahren des Verfalls inzwischen restauriert.

## Geschichte
Erste Belege zur Synagoge stammen von 1712, jedoch wurde sie wahrscheinlich bereits gegen Ende des 17. Jahrhunderts gebaut, als sie eine hölzerne Synagoge ersetzte. Substantielle Umbauten gab es 1824. Dabei wurden um die Bima vier Pfeiler bis zur Decke eingebaut. Dabei wurde auch die Decke verändert.
Im Ersten Weltkrieg wurde das Gebäude beschädigt. Die Innenwände wurden 1930 bemalt. Im Zweiten Weltkrieg wurde die Synagoge als Lagergebäude genutzt und vorübergehend 1944 von der sowjetischen Armee als Militärhospital. Später war sie noch einmal Lagerhaus, bis sie 1957 durch ein Feuer beschädigt wurde. Dabei wurden Dach und Decke zerstört, ebenso der Frauengebetsraum entlang der Südwand. Dessen Reste wurden daraufhin abgerissen. Nachdem die Synagoge jahrelang eine Ruine war, wurde das Gebäude in den 2000er Jahren restauriert.

## Architektur
Es ist anzunehmen, dass die Synagoge am nördlichen Rand der auf einem Hügel liegenden Stadt Rymanów auch als Teil der Stadtbefestigung angelegt wurde. Dafür sprechen die bis zu zwei Meter dicken Mauern und der Turm an der nordwestlichen Ecke, der nur von innen zu betreten war.
Die Halle (der Männergebetsraum) ist 14,00 × 11,10 m groß und 9,00 m hoch. Entlang der ganzen Südwand war ein niedriger Anbau für die Frauen mit Öffnungen zum Gebetsraum.
Die Wände im Süden und Norden haben je drei Rundbogenfenster und die im Osten und Westen je zwei.
In einer Höhe von circa 5 m zieht sich ein Fries aus Blendarkaden entlang. An der Ostwand war eine Nische für den Toraschrein, und die Bima stand in der Hallenmitte.
Weder das ursprüngliche Dach noch die Decke im Inneren sind bekannt. Bei den Umbauten 1824 wurden vier hohe, schmale Pfeiler um die Bima gruppiert, die bis zur Decke reichten und über der Bima eine Kuppel bildeten. In dieser Art ähnelte der Aufbau dem einer Stützbima in älteren Synagogen dieser Region.